# Église d'Anjala
L'église d'Anjala (en finnois : Anjalan kirkko) est une église en bois située dans le village d'Anjala de la commune de Kouvola en Finlande. 

## Historique
En 1790, l'édifice est fortement endommagé et le clocher détruit lors d'une attaque russe. Les réparations subséquentes lui donneront son style néoclassique.
Le nouveau clocher date aussi de 1796.

## Description

### Architecture
L'église en forme de croix dispose de 450 sièges.

### Religieux
Le nouveau retable peint en 1796 par Carl Gustaf Ecksten représente Jésus au Gethsémani.